# Итальянская война (1542—1546)

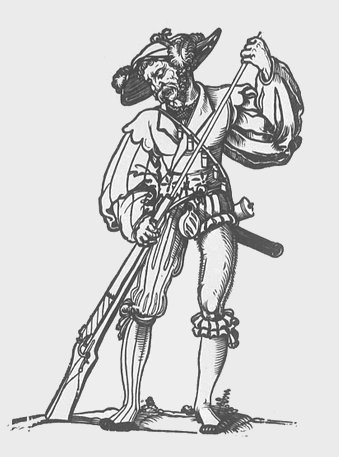
Ландскнехт, заряжающий аркебузу (гравюра Ханса Бехама, ок. 1540 г.)

Итальянская война 1542—1546 годов — одна из многочисленных Итальянских войн первой половины XVI века.

## Предыстория
Ниццкое перемирие, завершившее Итальянскую войну 1536—1538 годов, не разрешило конфликта между королём Франции и императором Священной римской империи: хоть боевые действия и завершились, но ни один из монархов не был удовлетворён исходом войны. Франциск I по-прежнему лелеял мечту о Миланском герцогстве, на которое имел династические права; Карл V, в свою очередь, настаивал, чтобы Франциск согласился с условиями Мадридского договора, заключённого во время пленения французского короля в войне 1521—1526 годов. Масла в огонь подливали и притязания на отдельные территории: Карла — на Бургундию, а Франциска — на Неаполитанское королевство и Фландрию.
Переговоры между странами продолжались в 1538 и 1539 годах. В 1539 году Франциск пригласил Карла — которому пришлось столкнуться с восстанием в Нидерландах — проехать из Испании через территорию Франции. Карл согласился, и был хорошо принят, однако предпочитал обсуждать религиозные проблемы, с которыми ему пришлось столкнуться — как раз разворачивалась Реформация — а не политические разногласия, и потому к моменту, когда он покинул территорию Франции, ничего не было решено.
В марте 1540 года Карл предложил урегулировать дело путём женитьбы своей дочери Марии на младшем сыне Франциска — Карле Орлеанском; эта пара должна была бы унаследовать после смерти императора Нидерланды, Бургундию и графство Шароле. Франциск должен был отказаться от своих претензий на Милан и Савойю, ратифицировать Мадридский и Камбреский договоры, а также вступить с Карлом в союз. Франциск, полагая отказ от Милана слишком большой ценой за будущее приобретение Нидерландов, и ни в коем случае не желая ратифицировать договоры, 24 апреля сделал своё собственное предложение: он соглашался на отказ от претензий на Миланское герцогство в обмен на немедленное получение Нидерландов. Переговоры шли долго, но прогресса не наблюдалось, и в июне 1540 года они прекратились.
Франциск начал поиск союзников. Вильгельм (герцог Юлих-Клеве-Бергский), имевший спор с Карлом V из-за прав на герцогство Гельдерн, скрепил свой альянс с Франциском женитьбой на его племяннице Иоанне. Также Франциск искал союза со Шмалькальденской лигой, но та ему отказала; к 1542 году потенциальные французские союзники в Северной Германии достигли соглашения с императором. Французские усилия дальше к востоку оказались более плодотворными, и привели к возобновлению франко-турецкого альянса: султан Сулейман I, желая ослабить противодействие Карла V османскому продвижению в Венгрии, поощрял раскол между Францией и Империей.
4 июля 1541 года Антонио Ринкон — французский посол при турецком дворе — был убит возле Павии имперскими войсками. В ответ на протест Франциска, Карл V, отрицая всякую ответственность, пообещал провести расследование при помощи со стороны Папы. Так как в это время император планировал кампанию в Северной Африке, то он стремился избежать роста напряжённости в Европе.
В конце сентября 1541 года Карл V прибыл на Мальорку, готовя атаку на Алжир; считая неприличным атаковать собрата-христианина, готовящегося воевать с сарацинами, Франциск пообещал не объявлять войны до тех пор, пока император будет занят в этой кампании. Экспедиция Карла оказалась неудачной: шторма разбросали флот вторжения вскоре после высадки, и в ноябре Карлу пришлось вернуться в Испанию с остатками войск. 8 марта 1542 года новый французский посол — Антуан Эскален дез Эмар — вернулся из Стамбула с обещанием турецкой помощи в случае войны против императора. 12 июля 1542 года Франциск объявил войну, перечислив в качестве причин различные события (включая убийство Антонио Ринкона).

## Первые ходы и Венлоский договор

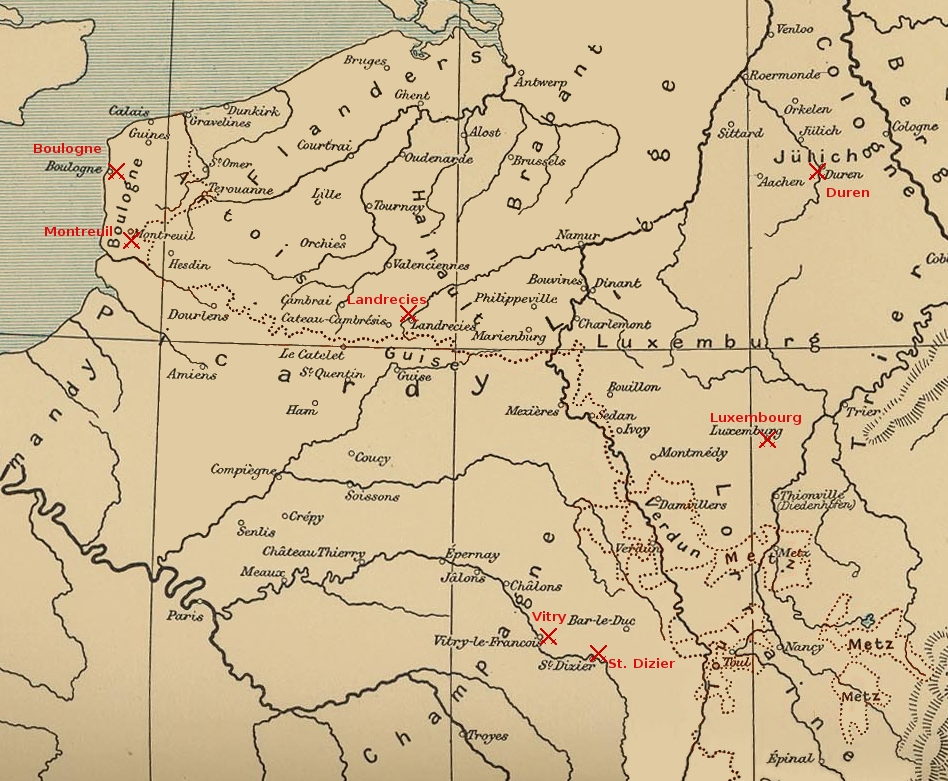
Карта боевых действий в северной Франции

Сразу же после объявления войны Франция начала наступление на Карла V на двух фронтах. На севере герцог Орлеанский атаковал Люксембург и на короткое время взял город. На юге большая армия под командованием Клода д’Аннебо и сына Франциска — дофина Генриха — приступила к безуспешной осаде Перпиньяна. Сам Франциск I тем временем находился в Ла-Рошели из-за народного недовольства налоговой реформой, связанной с габелем.
К этому времени отношения между Франциском I и английским королём Генрихом VIII ухудшились до предела. Генрих — уже возмущённый отказом Франциска совершать выплаты, предусмотренные предыдущими договорами — столкнулся с угрозой французского вмешательства в дела Шотландии, где он в то время пытался обеспечить женитьбу своего сына на королеве Марии. Английский король собирался начать боевые действия против Франции летом 1542 года, однако из-за того, что в глазах императора Карла V король Генрих VIII являлся схизматиком, то Англии и Империи не удалось вовремя договориться: император не соглашался ни защищать Англию от возможного нападения, ни подписывать какой-либо договор, в котором английский король именовался бы «главой церкви» (на обоих этих пунктах настаивал Генрих). Наконец, 11 февраля 1543 года был подписан договор о наступательном союзе, согласно которому Генрих и Карл обязывались вторгнуться во Францию в течение двух лет. В мае 1543 года Генрих отправил Франциску ультиматум, угрожая войной в течение 20 дней, а 22 июня объявил войну.
В северной Франции развернулись боевые действия. По приказу Генриха сэр Джон Уоллоп высадился в Кале с 5 тысячами человек, предназначенными для обороны Нидерландов. Тем временем, Антуан де Бурбон и д’Аннебо взяли ряд городов, а Юлих-Клеве-Бергский герцог Вильгельм открыто перешёл на сторону Франции и вторгся в Брабант; начались бои в Артуа и Эно. По неизвестной причине Франциск остановился со своей армией под Реймсом, в то время как Карл атаковал Вильгельма, вторгся в Юлих-Берг и разграбил Дюрен.
Опасаясь за союзника, Франциск приказал герцогу Орлеанскому и д’Аннебо атаковать Люксембург, который был взят 10 сентября, но это было сделано слишком поздно: 7 сентября Вильгельм сдался Карлу, подписав Венлоский договор, в соответствии с которым признавал сюзеренитет Карла над Гельдерном и Зютфеном, а также соглашался помогать ему в борьбе с Реформацией. Карл теперь двинулся на Франциска, однако тот предпочёл отступить, открыв путь на Камбре.

## Ницца и Черезоле

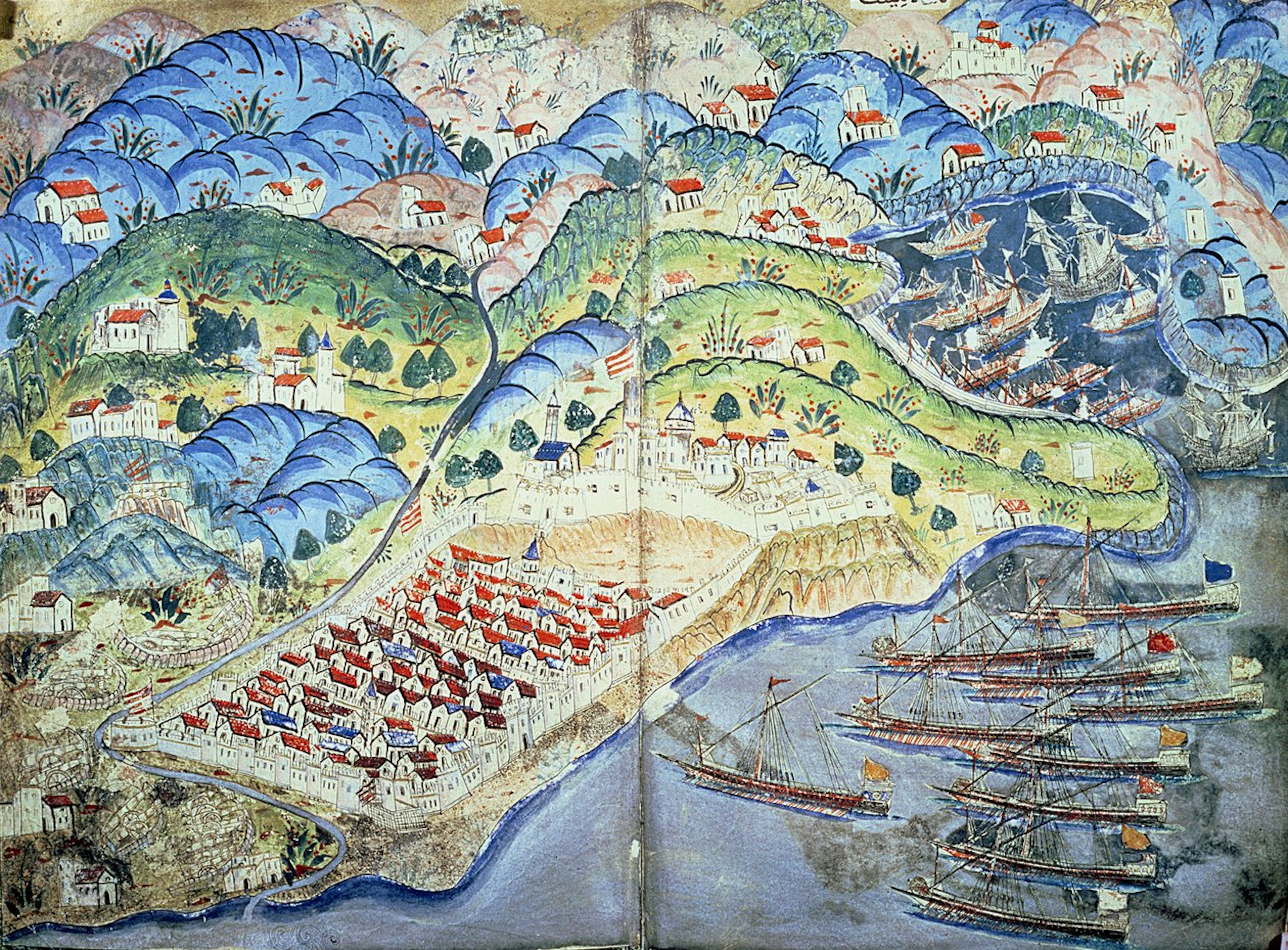
Османское изображение осады Ниццы

Тем временем на Средиземноморье дела шли своим чередом. В апреле 1543 года турецкий флот из более чем сотни галер под предводительством Хайр-ад-Дина Барбароссы отплыл из Дарданелл и, разграбив по пути итальянское побережье, в июле прибыл в Марсель, где его приветствовал командующий французским флотом — граф Энгиенский. 6 августа объединённый франко-турецкий флот бросил якорь у имперского города Ниццы и высадил войска в Вилла-франк, которые начали осаду. 22 августа Ницца сдалась, хотя цитадель продержалась до снятия осады 8 сентября.
В это время начались трения между французами и турками. Барбаросса стал угрожать отплытием, если не будут удовлетворены его требования, касающиеся снабжения флота. В ответ Франциск приказал населению (за исключением «глав хозяйств») покинуть Тулон, и в течение следующих восьми месяцев город использовался Барбароссой в качестве базы для его тридцатитысячного войска. Франциск отказался помогать Барбароссе в отвоевании Туниса, и потому в мае 1544 года турецкий флот, сопровождаемый французскими галерами под командованием Антуан Эскален дез Эмара, отплыл в Стамбул, разграбив по пути неаполитанское побережье.
Тем временем в Пьемонте сложилась патовая ситуация. Имперские войска взяли крепость Кариньяно, а французы осадили её, надеясь вызвать имперцев на решающее сражение. Зимой 1543—1544 годов Франциск значительно усилил свою армию и поставил ею командовать герцога Энгиенского. Имперский командующий Альфонсо д’Авалос также получил большие подкрепления, и 11 апреля 1544 года две армии сошлись под Черезолой. Хотя французы и одержали победу, но грядущее вторжение на территорию собственно Франции сил Карла V и Генриха VIII вынудило Франциска I забрать большую часть сил из Пьемонта, оставив герцога Энгиенского без войск, нужных для взятия Милана. Серьёзные боевые действия в Италии завершились после того, как в июне 1544 года д’Авалос разбил при Серравалле армию, состоявшую из итальянских наёмников под командованием Пьеро Строцци.

## Вторжение во Францию
31 декабря 1543 года Генрих VIII и Карл V подписали договор, в соответствии с которым обязывались каждый выставить не менее 35 тысяч пехоты и 7 тысяч кавалерии для вторжения во Францию 20 июня 1544 года; однако кампания не могла начаться до тех пор, пока монархи не урегулировали бы собственные проблемы (Генрих — с Шотландией, Карл — с германскими князьями). 15 мая Эдуард Сеймур, 1-й герцог Сомерсет проинформировал короля, что после проведённых рейдов Шотландия более не представляет угрозы, и Генрих VIII начал готовиться к личному участию в кампании во Франции, несмотря на протесты своих советников и самого императора, полагавших, что присутствие короля будет лишь помехой. Тем временем на встрече в Шпеере Карл V достиг соглашения с имперскими князьями, и курфюрсты Бранденбурга и Саксонии согласились участвовать во вторжении во Францию.
В мае 1544 года для вторжения во Францию были собраны две имперские армии: первая — под командованием Ферранте Гонзага — разместилась к северу от Люксембурга, в то время как вторая, которой командовал лично Карл V, находилась в Курпфальце. 25 мая Гонзага взял Люксембург и двинулся вперёд, к Коммерси и Линьи, выпустив при этом прокламацию, гласящую, что император идёт свергнуть «тирана, вступившего в союз с турками». 8 июля Гонзага осадил Сен-Дизье; вскоре к нему присоединился Карл V со второй имперской армией.
Тем временем Генрих VIII отправил в Кале 40 тысяч человек, которыми вместе командовали герцог Норфолк и герцог Саффолк. Пока король продолжал препираться с императором относительно целей кампании и целесообразности личного присутствия во Франции, массивная армия медленно и бесцельно продвигалась по французской территории. Наконец Генрих решил разделить армию. Норфолку было поручено осадить Ардре или Монтрё, но из-за слабого снабжения и плохой организованности тот не смог предпринять эффективную осаду. Саффолк получил приказ атаковать Булонь; 14 июля Генрих присоединился к нему лично. Осада Булони началась 19 июля — несмотря на протесты императора, настаивавшего, чтобы Генрих двигался на Париж.
Сам Карл V, в свою очередь, продолжал топтаться под Сен-Дизье, державшем оборону против огромной имперской армии. 24 июля он взял Витри-ле-Франсуа, откуда французы угрожали его линиям снабжения, и 8 августа защитники Сен-Дизье, испытывавшие недостаток припасов, запросили об условиях капитуляции. 17 августа французы сдались, и им было позволено покинуть город с развевающимися знамёнами; их 41-дневное сопротивление остановило имперское наступление. Некоторые из советников Карла советовали отступить, но он не хотел «потерять лицо», и продолжил движение к Шалону, хотя французские войска и препятствовали ему перейти Марну. Быстро пройдя сквозь Шампань, имперские войска взяли Эперне, Шатильон-сюр-Марн, Шато-Тьерри и Суассон.
Тем временем французские войска разграбили восставший Ланьи-сюр-Марн, но не пытались перехватить имперские силы. Париж охватила паника, хотя Франциск и заявлял, что населению нечего бояться. Наконец, Карл остановился, и 11 сентября повернул назад. Тем временем Генрих лично руководил осадой Булони, и в начале сентября пал город, а 11 сентября пробита брешь в стене цитадели, которой пришлось сдаться несколькими днями спустя.

## Крепиский договор
Карл V, у которого кончались деньги и которому надо было разбираться с религиозным расколом в Германии, попросил Генриха VIII продолжить вторжение, либо разрешить ему заключить сепаратный мир. Однако 18 сентября 1544 года, ещё до того, как английский король получил письмо Карла, посланцы императора и французского короля подписали мирный договор в Крепи. В соответствии с его условиями Франциск и Карл должны были отказаться от конфликтующих притязаний и вернуться к статус-кво 1538 года; император должен был отозвать претензии на Герцогство Бургундия, а французский король — на Неаполитанское королевство, при этом подтверждался сюзеренитет Франциска над Фландрией и Артуа. Герцог Орлеанский мог жениться либо на Марии, либо на Анне — выбор между тем, кого из дочерей отдать в жёны, оставался за Карлом. В первом случае чета получала в качестве приданого Нидерланды и Франш-Конте, во втором — Миланское герцогство. Франциск при этом должен был передать своему сыну герцогства Бурбон, Шательро и Ангулем, а также отказаться от притязаний на Савойское герцогство (включая как собственно Савойю, так и Пьемонт). Наконец, Франциск должен был помочь Карлу против турок — но не против еретиков (по крайней мере официально). Согласно секретному приложению Франциск должен был помочь Карлу в реформировании церкви, созыве Вселенского собора и подавлении протестантизма — при необходимости и с помощью силы.
Договор был плохо воспринят дофином, чувствовавшим, что ему предпочитают его брата, английским королём, считавшим, что его предали, и турецким султаном (по той же самой причине). Франциск мог бы выполнить некоторые условия договора, но смерть герцога Орлеанского в 1545 году поставила договор под сомнение.

## Булонь и Англия

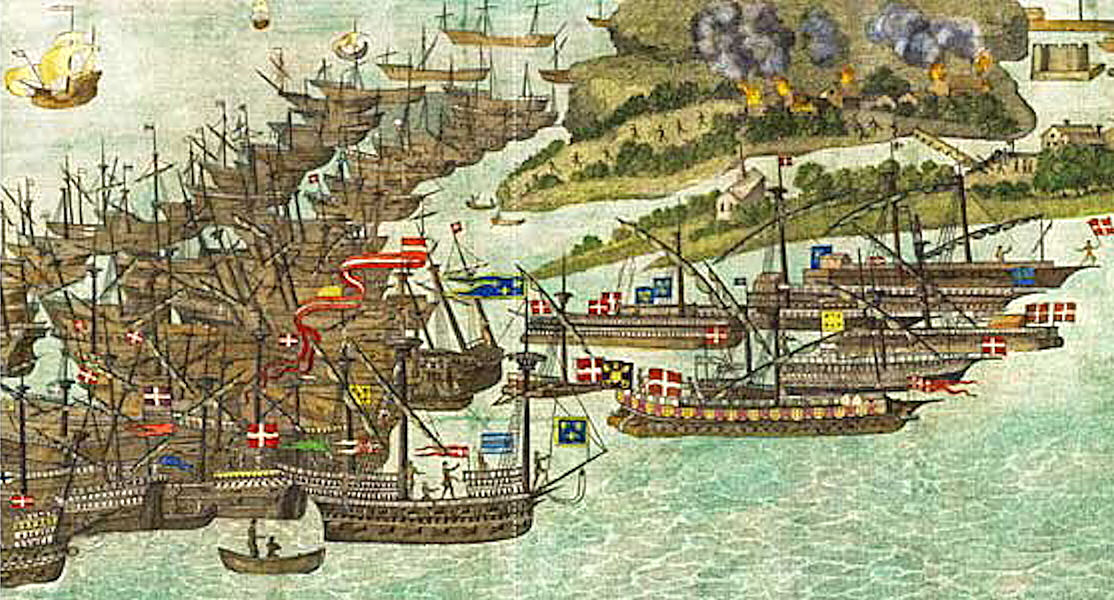
Французский флот атакует остров Уайт

Война между Франциском и Генрихом продолжалась. Армия дофина продвинулась к Монтрё, вынудив герцога Норфолка снять осаду. Сам Генрих вернулся в Англию в сентябре 1544 года, приказав Норфлоку и Саффолку оборонять Булонь, однако те проигнорировали его приказ, и отвели основную часть английской армии в Кале, оставив для обороны захваченного города лишь 4 тысячи человек. В результате английская армия оказалась запертой в Кале, а дофин смог приступить к осаде Булони. 9 октября французы почти взяли город, но войска преждевременно обратились в бегство. Мирные переговоры в Кале ни к чему не привели: Генрих отказывался даже рассматривать вопрос возвращения Булони, и настаивал, чтобы Франция прекратила поддержку Шотландии. Карл, выбранный посредником между английским и французским королями, ввязался в собственный спор с Генрихом.
Тогда Франциск решил атаковать территорию собственно Англии. Под командованием Клода д’Аннебо в Нормандии было сосредоточено 30 тысяч солдат, а в Гавре — около 400 судов. 31 мая 1545 года французский экспедиционный корпус высадился в Шотландии. 16 июля огромный французский флот вышел из Гавра и 19 июля сразился с английским флотом в Те-Соленте, но без особых результатов. 21 июля французы высадились на острове Уайт, а 25 июля — в Сифорде, но эти операции были прекращены, и французский флот вернулся для блокады Булони. 15 августа д’Аннебо попытался осуществить высадку у Бичи-Хед, но после короткой стычки вернулся в порт.

## Ардреский договор
К сентябрю 1545 года война зашла в тупик. У обеих сторон не было ни денег, ни войск, и они безуспешно искали помощи у германских протестантов. Генрих, Франциск и Карл принимали огромные дипломатические усилия для выхода из патовой ситуации, однако ни один из них не доверял остальным, и все действия ни к чему не приводили.
Франциск не мог вести полномасштабную войну, а Генриха заботило лишь владение Булонью. Переговоры между двумя сторонами возобновились 6 мая, и 7 июня 1546 года в Ардре был подписан мирный договор. Согласно его условиям, Генрих мог удерживать Булонь до 1554 года, а затем вернуть его в обмен на 2 миллиона экю; в течение этого времени ни одна из сторон не должна была возводить укреплений в этом регионе, а Франциск должен был возобновить выплату пенсий Генриху. Генрих, в свою очередь, обещал не нападать на шотландцев без причины. Услышав о требуемой за город сумме, имперский посол сказал Генриху, что Булонь останется в английских руках навечно.

## Итоги
Эта война оказалась самым дорогостоящим конфликтом за всё время правления как Франциска I, так и Генриха VIII. В Англии нужда в средствах привела к беспрецедентному росту налогов и систематической порче монет; Франции пришлось вводить новые налоги и проводить финансовые реформы.
28 января 1547 года умер Генрих VIII, а 31 марта — Франциск I. Потомки Генриха продолжили вмешательство в шотландские дела. Когда в 1548 году трения с шотландцами привели к возобновлению напряжённости вокруг Булони, то они, чтобы избежать войны на два фронта, решили вернуть город на четыре года раньше, в 1550 году. Однако основные причины итальянских войн — династические притязания французской короны на итальянские земли — остались в силе.